# مارن ليفين
مارن لين ليفين (بالإنجليزية: Marne Lynn Levine) (من مواليد 1971/72) هي سيدة أعمال أميركية، ومديرة العمليات الرئيسية في إنستغرام منذ عام 2014. وهي مديرة منظمة المرأة من أجل المرأة الدولية.

## حياتها المبكرة
مارن لين ليفين هي ابنة مارك ليفين، جراح التجميل من شاكر هايتس، أوهايو، وتيري ليفين. تخصصت ليفيت في العلوم السياسية واتصالات الكلام في جامعة ميامي بأوهايو وتخرجت في عام 1992. وفي عام 2005، تخرّجت ليفين من كلية هارفارد للأعمال ، حيث عملت على مشروع بشأن إدارة النفايات وحصلت على لقب «ملكة المهملات».

## حياتها المهنية
من عام 1993 إلى عام 2000، عملت ليفين في وزارة الخزانة الأمريكية في قضايا مثل الأزمة المالية الآسيوية (1997) والإقراض المفترس . شغلت ليفين من 2001 إلى 2003 كبيرة مستشارين لورانس سامرز رئيس جامعة هارفارد. من عام 2006 إلى عام 2008، كانت ليفين مديرة منتج في شركة ثورة الأموال - Revolution Money. ومن 2009 إلى 2010، كانت رئيسة مجلس إدارة المجلس الاقتصادي الوطني.
كانت ليفين نائبة رئيس السياسة العامة العالمية لفيسبوك من عام 2010 إلى عام 2014، إلى أن أصبحت أول مدير تنفيذي لإنستغرام. نجحت ليفين في دورها في السياسة العامة الذي أوكله إليها جويل كابلان. وصفت ليفين وظيفتها لمجلة إل بتحليل العمليات الداخلية وتحديد كيفية تشغيلها بشكل أفضل وأسرع وأذكى، وللتأكد من أن إنستغرام يعمل بصورة جيدة مع المستخدمين كما هو الحال بالنسبة للمُعلنين. قالت ليفين: «سنساعد الأشخاص على استخدام العناصر المرئية لإخبار قصصهم على إنستغرام، ووسيلتنا في ذلك هي استخدام الفيديو- وبعض الفلاتر الجديدة».

## المجالس
ليفين هو عضو في مجلس إدارة شركة لين إن - Lean In، وهي منظمة غير ربحية تمولها فيسبوك أسسها شيرل ساندبيرج لتمكين النساء. وهي أيضًا عضو في مجلس إدارة شركة شيغ. تشغل ليفين أيضًا منصب مديرة منظمة المرأة من أجل المرأة الدولية.

## حياتها الشخصية
في 21 يونيو 2003، تزوجت ليفين من فيليب جوزيف دوتش (زواجه الثاني)، ثم تزوجت مدير إداري ورأسمالي استثماري في بيرسيوس، ثم ابن سامايلا ديوتش، المحامي الشير وجون دويتش، مدير الاستخبارات المركزية من 1995 إلى 1996، وأستاذ في معهد ماساتشوستس للتكنولوجيا. يعتنق كلا الزجين اليهودية وأنجبا ابنان.
عانت ليفين من فقدان جزئي في السمع في سن الرابعة، وبسبب الإحراج، استخدمت بعض استراتيجيات المواكبة بدلاً من سماعات الأذن المرئية. بدأت ليفين في استخدام أجهزة السمع في عام 2015، والتي قالت إنها جعلت حياتها أفضل بشكل كبير.

## روابط خارجية
- Fowler، Geoffrey (26 يونيو 2010). "Facebook Staffs Up On Public Policy". Wall Street Journal. مؤرشف من الأصل في 2018-06-13. اطلع عليه بتاريخ 2016-04-30.
- Hudson، John (6 مايو 2011). "Get to Know Facebook's Lobbyist Dream Team". The Wire. مؤرشف من الأصل في 2015-02-23. اطلع عليه بتاريخ 2016-04-30.
- Francella، Barbara. "News & Blogs: News Tell a Friend About This News Item Email to a Friend Instagram COO Marne Levine: 'Disrupt your career'". NewOnline.com. Network of Executive Women. مؤرشف من الأصل في 2016-12-20. اطلع عليه بتاريخ 2016-04-30.